# ميخائيل فالكينماير
ميخائيل فالكينماير (بالألمانية: Michael Falkenmayer)‏ هو لاعب كرة قدم ألماني في مركز الوسط، ولد في 26 نوفمبر 1982 في بوبارد في ألمانيا. لعب مع ماينتس 05 ونادي بيرمازنز ونادي كوبلنتس.

## وصلات خارجية
- ميخائيل فالكينماير على موقع قاعدة بيانات كرة القدم.إي يو (الإنجليزية)
- ميخائيل فالكينماير على موقع بيانات كرة القدم. دي إي (الألمانية)
- ميخائيل فالكينماير على موقع Soccerway.com (الإنجليزية)
- ميخائيل فالكينماير على موقع عالم كرة القدم.نت (الإنجليزية)